# Konrad Trageser
Konrad Trageser (* 18. Mai 1884 in Altenmittlau; † 14. Januar 1942 im KZ Dachau) war ein deutscher römisch-katholischer Priester und NS-Opfer.

## Leben
Trageser studierte Theologie in Frankfurt am Main. Dort wurde er 1914 Mitglied der katholischen Studentenverbindung KDStV Hasso-Nassovia Frankfurt am Main im CV. Er wurde 1910 im Dom zu Fulda zum Priester geweiht. Ab 1917 war er als Kaplan in der Pfarrgemeinde St. Goar in Flieden tätig, ab 1918  übernahm der die Gottesdienste in der zur Pfarrei gehörenden Filialkirche St. Josef in Magdlos. Als die Filiale 1919 zur Lokalkaplanei erhoben wurde, war er dort bis 1930 der erste Lokalkaplan. Gemeinsam mit Gläubigen pilgerte er im April 1925 nach Rom.
Ab 1930 war Konrad Trageser Pfarrer in Marbach bei Petersberg im Landkreis Fulda. Aufgrund der Bemerkung „Wichtiger als Ehren- und Ordenszeichen ist die Erhaltung des Seelenadels“ in einer Predigt wurde Trageser von den Nationalsozialisten wegen „Wehrkraftzersetzung“ am 26. Juli 1941 verhaftet und im „Zivilarbeiterlager“ Breitenau vom 28. August bis zum 2. Dezember als „Schutzhaftgefangener“ inhaftiert. Über eine Zwischenstation im Gefängnis Frankfurt-Preungesheim wurde er 1942 wie viele andere katholische Geistliche in das KZ Dachau verbracht und war im dortigen Pfarrerblock interniert. Der zuckerkranke Trageser verstarb dort infolge einer Blutvergiftung.
Sein Leichnam wurde verbrannt und die Asche in seinen Geburtsort überführt, wo die Urne am 24. März 1942 beigesetzt wurde.

Der Zeitzeuge Pfarrer Josef Albinger (Poppenhausen), der kurze Zeit später im KZ Dachau gefangen war, überlieferte zu Konrad Trageser:

„Am 26. Juli 1941 hielt Pfarrer Trageser zum Sankt-Anna-Fest in seiner Filiale Rückers die Festtagspredigt. Darin ermahnte er die Mütter, für das Seelenheil ihrer Kinder Sorge zu tragen, auch für die Söhne an der Front. Die Mütter möchten bedenken, führte er aus: ‚Wichtiger als Orden und Ehrenzeichen ist die Erhaltung des Seelenadels.‘“

Die katholische Kirche hat Pfarrer Konrad Trageser im Jahr 1999 als Glaubenszeugen in das deutsche Martyrologium des 20. Jahrhunderts aufgenommen.